# Trula Koalicija
Trula Koalicja – serbski zespół punk-rockowy założony w 1986 roku.

## Historia
Zespół został założony w 1986 roku jakо trio, które tworzyli członkowie KBO!, Sasza Vujić (gitara), Buban Vujić (perkusja) i Predrag Drčelić (wokal i autor tekstów). Cztery lata później dołączył do nich basista Dragan Cvetanović (Ceja) i w tym składzie grali wspólnie do 2009 roku, kiedy to Predrag Drčelić odszedł z grupy. W momencie jego odejścia z zespołu, nagrany był już materiał na nowy album, a piosenka „Mali mozgovi” została opublikowana na stronie Myspace zespołu.
Grupa wydała kilka albumów (większość w podziemiu, tylko ostatni pod skrzydłami wytwórni Češnjak Records), z których popularność przyniósła im płyta Plakao sam kad je pala Sekuritatea wydana w 1992 roku. Okładka tego albumu, która zarazem została znakiem towarowym zespołu tj. haczykowata pięcioramienna gwiazda, została zaprojektowana przez projektanta Vidana Papića.

## Członkowie zespołu
- Predrag Drčelić (Skaki) (1986–2009) – wokal, autor tekstów
- Boban Vujić – perkusja
- Dragan Cvetanović (Ceja) (od 1990) – gitara basowa
- Sasza Vujić (Vuja) – gitara

## Dyskografia
Albumy
- Trula koalicija (1988)
- Sećanja (1989)
- Ne izlazi iz stroja (1990)
- Plakao sam kad je pala Sekuritatea (1992)
- Pogled u nebo (1994)
- Live at KST (1996)
- Ubiće nas promaja (1998)

## Źródła
1. 1 2  Trula Koalicija - Biografija. svastara.com. [dostęp 2021-02-06]. [zarchiwizowane z tego adresu (2021-01-29)]. (serb.).